# Special (Lost)
"Special" é o décimo quarto episódio de Lost. É o décimo quarto episódio da primeria temporada da série. Foi dirigido por Greg Yataines e escrito por David Fury. Foi ao ar originalmente em 19 de Janeiro de 2005, pela ABC. O episódio foca o flashback em Michael Dawson e Walt Lloyd.

## Sinopse
Michael lembra de seu relacionamento (afastamento e reencontro) com Walt. Estranhos acontecimentos são ligados ao menino durante sua primeira infância. Walt se desentende com seu pai e foge. É atacado, na floresta, por um urso polar e é resgatado por Michael e Locke. Locke e Boone encontram Claire, na mata, à noite.